# Rue Jacob-Makoy
La rue Jacob-Makoy est une rue liégeoise du quartier du Laveu qui va de la rue du Laveu à la rue de Joie.

## Situation et description
Cette artère se situe sur les premiers contreforts du quartier et de la colline du Laveu. Longue d'environ 333 m, elle applique un sens unique de circulation automobile de la rue du Laveu vers la rue de Joie. La rue en légère montée est traversée par la rue des Wallons dont le carrefour se trouve au point le plus haut de la rue.

## Odonymie
Lambert Jacob-Makoy, né Lambert Jacob à Liège le 12 novembre 1790 et y décédé le 4 mars 1873 , est un célèbre horticulteur liégeois et l'un des fondateurs de la Société d’Horticulture de Liège en 1830.

## Architecture
La rue compte environ 75 immeubles principalement érigés durant le dernier tiers du XIXe siècle et le début du XXe siècle. Une trentaine de maisons sises entre la rue du Laveu et la rue des Wallons possèdent des jardinets grillagés alignés à l'avant des bâtiments.
L'église dédiée à saint François de Sales (1567-1622) qui avait été érigée de 1894 a dû être détruite à la suite du séisme de 1983 à Liège. Elle a été reconstruite dans un style contemporain et inaugurée en 1990.

## Voies adjacentes
- Rue du Laveu
- Rue des Wallons
- Rue de Joie